# Kelly Russell
Kelly Russell, född 7 december 1986, är en kanadensisk rugbyspelare.
Russell var med och tog silver vid Världsmästerskapet i sjumannarugby 2013 med Kanadas landslag. Hon var även med och tog guld vid Panamerikanska spelen 2015 i Toronto. Med Kanadas landslag i rugby union tog Russell silver vid VM 2014 i Frankrike.
Russell tävlade för Kanada vid olympiska sommarspelen 2016 i Rio de Janeiro. Hon var en del av Kanadas lag som tog brons i sjumannarugby.